# Krzysztof Olszewski (inżynier)
Krzysztof Olszewski (ur. 26 listopada 1951 we Wrocławiu) – polski inżynier, założyciel, długoletni prezes zarządu i dyrektor generalny spółki Solaris Bus & Coach S.A. (do 2001 r. Neoplan Polska Sp. z o.o.), a obecnie przewodniczący Rady Nadzorczej. W czasie pobytu za granicą zmienił obywatelstwo na niemieckie.

## Życie i działalność
Jest absolwentem Politechniki Warszawskiej na kierunku budowa maszyn. W trakcie studiów wziął urlop dziekański, by uzyskać uprawnienia rzemieślnicze w dziedzinie mechaniki samochodowej (uczniowskie, czeladnicze, a w końcu mistrzowskie). W wakacje wyjeżdżał do pracy w Szwecji, w Sztokholmie. Kolejny urlop dziekański wziął, by wraz z żoną Solange Olszewską pracować przez rok dorywczo w Szwecji, za zarobione pieniądze kupili potem połowę warsztatu samochodowego w Warszawie. Od 1976 do 1981 roku terminował, a następnie prowadził prywatny warsztat samochodowy. W 1978 r. urodziła się im córka Małgorzata, a w 1979 r. syn Jan.
W grudniu 1981 wyjechał do Berlina Zachodniego, by zakupić części zamienne niezbędne do prowadzenia warsztatu. Tam zastał go stan wojenny. Wobec niepewności co do sytuacji w Polsce, postanowił pozostać w Berlinie Zachodnim. Brak środków do utrzymania rodziny zmusił żonę do sprzedaży warsztatu rzemieślniczego. We wrześniu 1982 dołączyła ona do męża, zaś dzięki pomocy pracowników berlińskiej fabryki firmy Gottlob Auwärter i poparciu ministra spraw zagranicznych RFN Hansa-Dietricha Genschera w maju 1983 sprowadzili z Polski dwójkę dzieci.
Od stycznia 1982 był zatrudniony w berlińskiej fabryce firmy Neoplan. Zaprojektował tam m.in. centralną instalację elektryczną znacznie usprawniającą obsługę serwisową autobusów. Znalazł wspólny język z szefem firmy, który również miał wykształcenie techniczne i uprawnienia rzemieślnicze. Szybko awansował. W 1985 roku został dyrektorem berlińskiego zakładu. Było to najwyższe stanowisko, jakie w tej firmie mogła osiągnąć osoba nienależąca do rodziny Auwärterów. Doświadczenia zebrane podczas 14 lat pracy w firmie „Gottlob Auwärter GmbH”, producencie autobusów marki Neoplan, mocno wpłynęły na jego późniejsze samodzielne działania jako przedsiębiorcy.
W pierwszej połowie lat 90. powrócił do Polski i 2 sierpnia 1994 r. założył w Warszawie samodzielne Biuro Handlowe będące przedstawicielstwem firmy „Gottlob Auwärter GmbH”. W tym samym roku, wspólnie z żoną założył firmę Neoplan Polska, jako firmę rodzinną o 100% polskim kapitale. W latach 1994–1995 firma ta zajmowała się dystrybucją w Polsce produktów niemieckiego Neoplana. Początkowo Krzysztof Olszewski w tygodniu wciąż kierował fabryką w Berlinie, a do Polski przyjeżdżał jedynie na weekendy, promując i sprzedając autobusy. Wykorzystywał do tego celu autobus miejski, pełniący rolę autobusu pokazowego i ruchomego biura. 
We wrześniu 1995 r., po wygraniu wraz z firmą MAN dużego kontraktu na dostawę 72 autobusów miejskich do Poznania, podjął decyzję o utworzeniu własnej fabryki. Od rodziny Auwärterów dostał zgodę na wykorzystanie marki „Neoplan” oraz konstrukcji autobusów i autokarów firmy. Sam musiał jednak zdobyć środki finansowe na realizację projektu. Jesienią 1995 r. pierwszych 36 pracowników firmy odbyło praktykę w zakładzie firmy Neoplan w Berlinie. Fabryka firmy Neoplan Polska została uruchomiona w marcu 1996 roku w Bolechowie-Osiedlu w pobliżu Poznania. Druga fabryka w Środzie Wielkopolskiej od 1998 r. zajmowała się wykonywaniem szkieletów autobusów i podzespołów do nich. Firma Neoplan Polska szybko zdobyła około 50% udział w polskim rynku niskopodłogowych autobusów miejskich oraz autokarów turystycznych. 
W roku 1999, wraz z debiutem modeli rodziny Urbino Krzysztof Olszewski stworzył nową markę autobusów Solaris. Pod koniec lat 90. Olszewski liczył na rozwój współpracy przy produkcji autokarów turystycznych z firmą Neoplan, która w grudniu 1999 roku kupiła 30% akcji Neoplan Polska. Wpływ na tę decyzję miała również silna konkurencja na rynku krajowym, wpływająca na obniżenie cen produktów, a tym samym i zyski dużo inwestującej firmy. Po przejęciu firmy „Gottlob Auwärter GmbH” przez MANa, te plany się nie powiodły. Dlatego we wrześniu 2001 roku Krzysztof Olszewski odkupił od Neoplana jego udziały w swojej firmie, i zmienił jej nazwę na Solaris Bus & Coach. Stworzenie własnej marki umożliwiło sprzedaż eksportową, zwłaszcza na rynku niemieckim. Wcześniej była ona niemożliwa, ze względu na umowy między firmami Neoplan Polska oraz Neoplan.
W lipcu 2005 roku, planując wprowadzenie przedsiębiorstwa na giełdę, Krzysztof Olszewski przekształcił Solaris Bus & Coach ze spółki z ograniczoną odpowiedzialnością na spółkę akcyjną. Potem, ze względu na jej dobrą kondycję finansową, sezonowość produkcji oraz możliwość wrogiego przejęcia firmy zrezygnował z planów wejścia na giełdę. 4 kwietnia 2006 roku dokonał oficjalnego otwarcia nowej, własnej hali produkcyjnej firmy Solaris Bus & Coach S.A. w Bolechowie-Osiedlu koło Poznania. Drugi etap rozbudowy nowej fabryki zakończył w 2007 roku. Kolejny trwa od początku 2008 roku.
W okresie od 1 lipca 2007 do 7 lutego 2008 Krzysztof Olszewski rozszerzył dwuosobowy skład Zarządu Spółki Solaris Bus & Coach o Heinza Bartoscha. Przekazał mu odpowiedzialność za działy produkcji, zakupów, logistyki, konstrukcji oraz technologii. Ze względu na różnice w wizji przyszłości i funkcjonowania firmy współpraca została jednak zakończona. W tym samym czasie doradcą firmy „Solaris” w zakresie sprzedaży eksportowej został Wolfgang Presinger. 16 października 2008 roku zrezygnował, na korzyść żony, ze stanowiska Prezesa Zarządu spółki i został Przewodniczącym jej Rady Nadzorczej.
W 2021 wraz z żoną Solange zajął 47. miejsce na liście najbogatszych Polaków magazynu „Forbes” z majątkiem wycenianym na 1,3 mld zł.

## Nagrody i wyróżnienia
- 1998 – Złoty Krzyż Zasługi przyznany przez Prezydenta Rzeczypospolitej Polskiej,
- 2002 – Medal „Ad Perpetuam Rei Memoriam” przyznany przez Wojewodę Wielkopolskiego za „działalność na rzecz mieszkańców Wielkopolski”,
- 2005 – tytuł „Menedżera Roku 2004” w konkursie organizowanym przez Stowarzyszenie Menedżerów w Polsce,
- 2005 – tytuł „Osobowość Roku 2005”, przyznany przez kolegium redakcyjne miesięcznika Samochody Specjalne,
- 2005 – tytuł „Tego, który zmienia polski przemysł”, przyznany przez Polskie Towarzystwo Wspierania Przedsiębiorczości,
- 2006 – wyróżnienie w konkursie „Przedsiębiorca Roku 2006”, organizowanym przez firmę Ernst & Young i telewizję TVN 24.
- 2007 – nagroda Lewiatana ‘2007 im. Andrzeja Wierzbickiego, przyznana przez Kapitułę Nagrody im. Władysława Grabskiego i Andrzeja Wierzbickiego, za wizję, odwagę i konsekwencję w budowaniu nowoczesnej firmy, która skutecznie konkuruje w Polsce i za granicą z potentatami przemysłu motoryzacyjnego[8]
- 2008 – nagroda Regional Executive Awards magazynu Forbes (nazywana „Jaskółką Forbesa”) w kategorii „Człowiek Roku województwa wielkopolskiego”.
- 2010 – nagroda Kisiela.
- 2014 – zwycięzca plebiscytu „Ludzie wolności” w kategorii biznes.